# Manoir de la Monteillerie
Le manoir de la Monteillerie aussi appelé château de la Monteillerie est situé à Norolles dans le département du Calvados et la région Normandie.

## Localisation
Le château est situé dans la commune de Norolles, lieu-dit Château de la Monteillerie.

## Historique
L'édifice, construit de 1881 à 1885, est l'œuvre de l'architecte caennais Jacques-Claude Baumier. C'est un exemple d'architecture néo-traditionnelle néo-normande.
Le château est la residence d'été de la peintre Laure Brouardel.
L'édifice fait la Une de la revue Vie à la Campagne en août 1913.
Le président de la République française Paul Deschanel l'occupe avec sa famille pendant quelques semaines en 1920, durant sa maladie,.
L'édifice est inscrit partiellement au titre des monuments historiques le 16 décembre 1994 en particulier les éléments suivants : les façades et les toitures, le vestibule, l'escalier et le palier, le grand salon, la salle à manger, le bureau.